# Pasiphaé (Montherlant)
Pour les articles homonymes, voir Pasiphaé (homonymie).
Pasiphaé est la seconde pièce de théâtre d'Henry de Montherlant, publiée en 1936 et représentée le 6 décembre 1938 au théâtre Pigalle dans une mise en scène de Sylvain Itkine et une scénographie de Charles Wolff et Georges Vakalo.
Elle met en scène le personnage mythologique de Pasiphaé, épouse de Minos et mère d'Ariane, Phèdre et du Minotaure.

## Interprètes
- Catherine Seneur : Pasiphaé
- Manys Prad : la Nourrice
- Claude Martin : le Veilleur
- Sylvain Itkine : le Chœur
- Janine Chassaing : Phèdre